# جیتو (ژاپن)
جیتو (به ژاپنی: 地頭 Jitō) ناظر و مباشران شوگون در سرزمین‌های قرون وسطی در ژاپن به خصوص در شوگون‌سالاری کاماکورا و دوره موروماچی بودند. آنان توسط شوگون تعیین می‌شدند. جیتو اداره و سرپرستی ارباب‌منشی از جمله دارایی‌های ملی که تحت حاکمیت فرماندار ولایت‌ها (کوکوشی‌ها) قرار داشت، را برعهده داشت. «شوگو» (守護) و «جیتو» (地頭) هر دو بوروکرات‌هایی بودند که از طرف شوگون‌سالاری کاماکورا به مناطق محلی فرستاده می‌شدند. جیتو مالیات‌ها را از خانه‌های اربابی مسکونی در سراسر کشور جمع‌آوری می‌کرد و شوگو نقش نظارت بر جیتو را برعهده داشت. ایجاد این موقعیت در ابتدای شوگون‌سالاری کاماکورا به این معنی است که سیستم هاندن شوجو (نام دیگر کوچی کومین) (کوچی کومین: این ایده که سرزمین و مردم ژاپن همه به امپراتور تعلق دارد) که زمانی اساس سیستم زمینی ژاپن بود، رسماً لغو شد. این بدان معنی است که قدرت جمع‌آوری مالیات، پلیس و ارتش به شوگون‌سالاری کاماکورا داده شد و در سال ۱۱۸۵ میلادی (سال اول بونجی) با گرفتن مجوز تأسیس شوگو و جیتو در سراسر کشور، شوگون‌سالاری کاماکورا موفق به به دست آوردن پایگاه و جایگاه در کشور شد.
گفته می‌شود که جیتو مسئولیت حفظ و کنترل نظم عمومی محلی را بر عهده داشت. شکل اولیه زمانی بود که میناموتو نو یوریتومو سامورایی‌ها را به عمارت‌ها و زمین‌های عمومی مصادره شده خاندان تایرا فرستاد. موقعیتی که این جیتوها را در هر منطقه ای از کشور فرماندهی می‌کند، شوگو است؛ بنابراین، تأسیس شوگو و جیتو گاهی به عنوان ایجاد یک سازمان حفظ امنیت در سراسر کشور توضیح داده می‌شود.
در اصل، دولت باستانی ژاپن بر اساس اصل سیستم هاندن شوجو استوار بود که در آن سرزمین و مردم کشور همه به امپراتور تعلق داشت. در طول دوره‌های دوره نارا و دوره هی‌آن، این سیستم به تدریج کم رنگ شد و اعتبار خود را از دست داد. این به این دلیل بود که طبقه حاکم، مانند اشراف و معابد و زیارتگاه‌های قدرتمند، به دنبال خلاءهایی در قانون بودند و سیستم را به گونه‌ای تغییر می‌دادند که برای انباشت ثروت برای آنان مناسب باشد. در نتیجه، حقوق و منافع مختلفی بر روی مالکیت زمین شروع شد. بر اساس سیستم زمین، قلمرو سامورایی‌ها به این معنا نیست که «زمین از اینجا تا اینجا مال من است». مهم نبود که آنها چقدر در منطقه قدرتمند هستند، آنچه قانوناً به رسمیت شناخته شد، وظیفه گرفتن خراج و مالیات سالانه از اربابان فئودال بود که به اشراف و کوکوشی‌ها پرداخت می‌شد و اقدام‌های مرتبط با این وظایف بود. اقتدار میناموتو نو یوریتومو برای اعطای قلمرو به سامورایی‌های زیردست خود (گوکه‌نین‌ها هستهٔ اصلی «سیستم شوگو/جیتو» بود. یوریتومو به نام جست‌وجوی و به انقیاد آوردن شورشیان و تأمین بودجه جنگ برای این منظور، به عبارت دیگر، در قالب اقدام‌های حکومت نظامی در رژیم زمان جنگ، اختیار اعطای قلمرو و زمین را به گوکه‌نین‌ها را به دست آورد. به همین دلیل است که بسیاری از تاریخدانان سال ۱۱۸۵ (سال اول بونجی) را نقطه عطف مهمی در تأسیس شوگون‌سالاری کاماکورا می‌دانند.

## تاریخچه
در سال ۶۴۶ (سال دوم تایکا)، "کایشین نو میکوتو نوری" (Kaishin no Mikoto-nori) یک سیستم مدنی زمین عمومی را ایجاد کرد که در آن تمام زمین و مردم ژاپن به امپراتور تعلق داشت. با این حال، حدود یک قرن بعد، در سال 743 (Tenpyo 15)، کوندن اینن شیزایهو "Konden Einen Shizaiho" به تصویب رسید که زمین‌های زیر کشت را به عنوان دارایی ساکنان به رسمیت شناخت.
برای محافظت از زمین‌های به دست آمده از این طریق، مالکان از طریق اهدای کمک‌های مالی یا اهدای شوئن (زمین) به اشراف بانفوذ دربار و معابد و زیارتگاه‌ها یا با تبدیل شدن به ملازمان خانواده‌های قدرتمند سامورایی به دنبال حمایت بودند. در این زمان، زمین دارانی که زمین خود را به افراد قدرتمند می‌سپردند، «جیتو» (地頭 رئیس سرزمین)، «شوجی» (庄司 و «گشی» (下司) نامیده می‌شدند.
حتی اگر یک فرد قدرتمند از پروژه حمایت می‌کرد، مالکیت زمین تضمین نمی‌شد. اگر آن فرد قدرتمند در نبرد شکست بخورد، احتمال تسخیر زمین او وجود دارد؛ بنابراین، زمین داران همواره به وضعیت اجتماعی نگاه می‌کردند و به دنبال حاکمی قوی تر بودند که مالکیت زمین آنها را تا حد امکان تضمین کند.
به ویژه، منطقه توگوکو (منطقه کانتو) از پایتخت، کیوتو دور است، بنابراین اشراف و معابد و زیارتگاه‌های قدرتمند کمی وجود دارد، و گروه‌های سامورایی که در آن زمین‌داران محلی خود را مسلح می‌کردند و زمین‌داران اطراف را در صفوف خود قرار می‌دادند، پایگاه‌هایی را در مناطق مختلف اشغال می‌کردند.
گروه‌های سامورایی در مناطق شرقی همیشه به دنبال رهبر قدرتمندی بودند که از منافع و سرزمین آنها محافظت کند. در اوایل قرن دهم، تایرا نو ماساکادو، شورش تایرا نو ماساکادو را راه‌اندازی کرد، کودتایی که کنترل کل منطقه کانتو را به دست گرفت و توسط سپاه سامورایی کاماکورا، میناموتو نو یوشیتومو (پدر میناموتو نو یوریتومو) که توسط گروه سامورایی‌ها در کاماکورا حمایت می‌شد، علیه خاندان تایرا در کیوتو جنگید. پشت این حمایت گروه‌های سامورایی در منطقه کانتو بودند که به دنبال رهبران قوی بودند.
در نیمه دوم قرن دوازدهم، میناموتو نو یوریتومو رهبر نسل بعدی بود که توجه گروه‌های سامورایی در منطقه کانتو را به خود جلب کرد. در سال ۱۱۸۰ (جیشو ۴)، میناموتو نو یوریتومو، با حمایت هوجو توکیماسا، یکی از سامورایی‌های توگوکو، به برادر کوچکترش میناموتو نو یوشیتسونه دستور داد تا خاندان تایرا را شکست دهد و سرانجام، او به عنوان قدرت جدید جایگزین خاندان تایرا شد. این آمدن رهبر نسل بعدی است که سامورایی‌های توگوکو منتظر آن بودند.
سپس اوئه نو هیروموتو، یکی از قدرتمندترین سامورایی‌ها در منطقه شرق خواسته خود را مطرح کرد. در پاسخ به این خواسته، میناموتو نو یوریتومو دو درخواست از قدرتمندترین فرد در دربار امپراتوری، امپراتور بازنشسته، امپراتور گوشیراکاوا، مطرح کرد. اولین مورد این است که میناموتو نو یوریتومو، به عنوان نیهونکوکو سوجیتو "Nihonkoku Sojito" (رئیس کل جیتوهای سرزمین)، حق داشت جیتوها را در سراسر کشور منصوب کند. جیتو در این زمان نه تنها مسئول زمین سامورایی‌ها، بلکه خانه‌های مسکونی نیز بود، و هدف این درخواست از طرف میناموتو نو یوریتومو این بود که از زمین‌های سراسر ژاپن مالیات بگیرد. اما هر چقدر هم که اخذ مالیات مجاز باشد، اگر مالک زمین پرداخت نکند، وضع آن بی‌معنی است.
درخواست دیگری که میناموتو نو یوریتومو از دربار امپراتوری کرد این بود که او نیهونکوکو تسویی بوشی (رئیس کل نیروی ارتش و پلیس) شود و بر انتصاب تسویی بوشی ja:追捕使 در سراسر کشور کنترل داشته باشد.
تسویی بوشی یک فرمانده نظامی بود که در ابتدا برای شکست خاندان تایرا تشکیل شد. این موقعیت زمانی به دلیل نابودی خاندان هیکه ناپدید شد. با این حال، در آن زمان، میناموتو نو یوریتومو که کشور مظنون به شورش بود، و میناموتو نو یوریتومو به بهانه جستجوی برادر کوچکترش میناموتو نو یوشیتسونه، تسویی بوشی را دوباره به احیا کرد و به خدمت گرفت. به نظر می‌رسد که هیچ ارتباطی بین تسویی بوشی و اخذ مالیات وجود ندارد، اما وجود تسویی بوشی این حق را می‌داد که با استفاده از زور به مناطقی در کشور که از دستور حکومت پیروی نمی‌کردند، استفاده شود. در این شرایط، زمین داران در سراسر کشور چاره ای جز پیروی از دستورهای میناموتو نو یوریتومو نداشتند که به معنای پایان حکومت دربار امپراتوری بود. به امپراتور گوشیراکاوا (امپراتور صومعه نشین در سیستم اینسی)، قدرت نظامی عظیم گروه سامورایی کانتو نشان داده شده بود و چاره ای جز اجابت این درخواست نداشت.
فرمان امپراتور حاکم در گوشه‌نشینی، گوشیراکاوا که به میناموتو نو یوریتومو حق جمع‌آوری مالیات و قدرت پلیسی اعطا می‌کرد، منشور امپراتوری بونجی نامیده می‌شود. تسویی بوشی به دلیل انقیاد و تحت کنترل درآمدن دسته میناموتو نو یوشیتسونه موقتاً تعلیق شدند. با این حال، در سال ۱۱۹۱ (سال دوم کنکیو)، میناموتو نو یوریتومو موقعیت اداری ایجاد شده در هر منطقه در کشور را تحت نام «شوگو» به جای تسویی بوشی بازگرداند. به این ترتیب، نظام حاکم بر دوره کاماکورا از شوگو و جیتو تأسیس شد.
در نیمه اول دوره کاماکورا، قدرت شوگون‌سالاری به نیمه شرقی ژاپن محدود شد و در غرب ژاپن، دربار امپراتوری و معابد و زیارتگاه‌های باستانی قدرتمند باقی ماندند؛ بنابراین، در غرب ژاپن، غیرعادی نبود که شوگو تحت فشار دربار امپراتوری ملغی شود. با این حال، هنگامی که دربار امپراتوری در شورش جوکیو در سال ۱۲۲۱ شکست خورد (سال سوم جوکیو)، دربار امپراتوری چاره‌ای جز پذیرش شوگو در سراسر ژاپن نداشت.